# Opération Secure Tomorrow

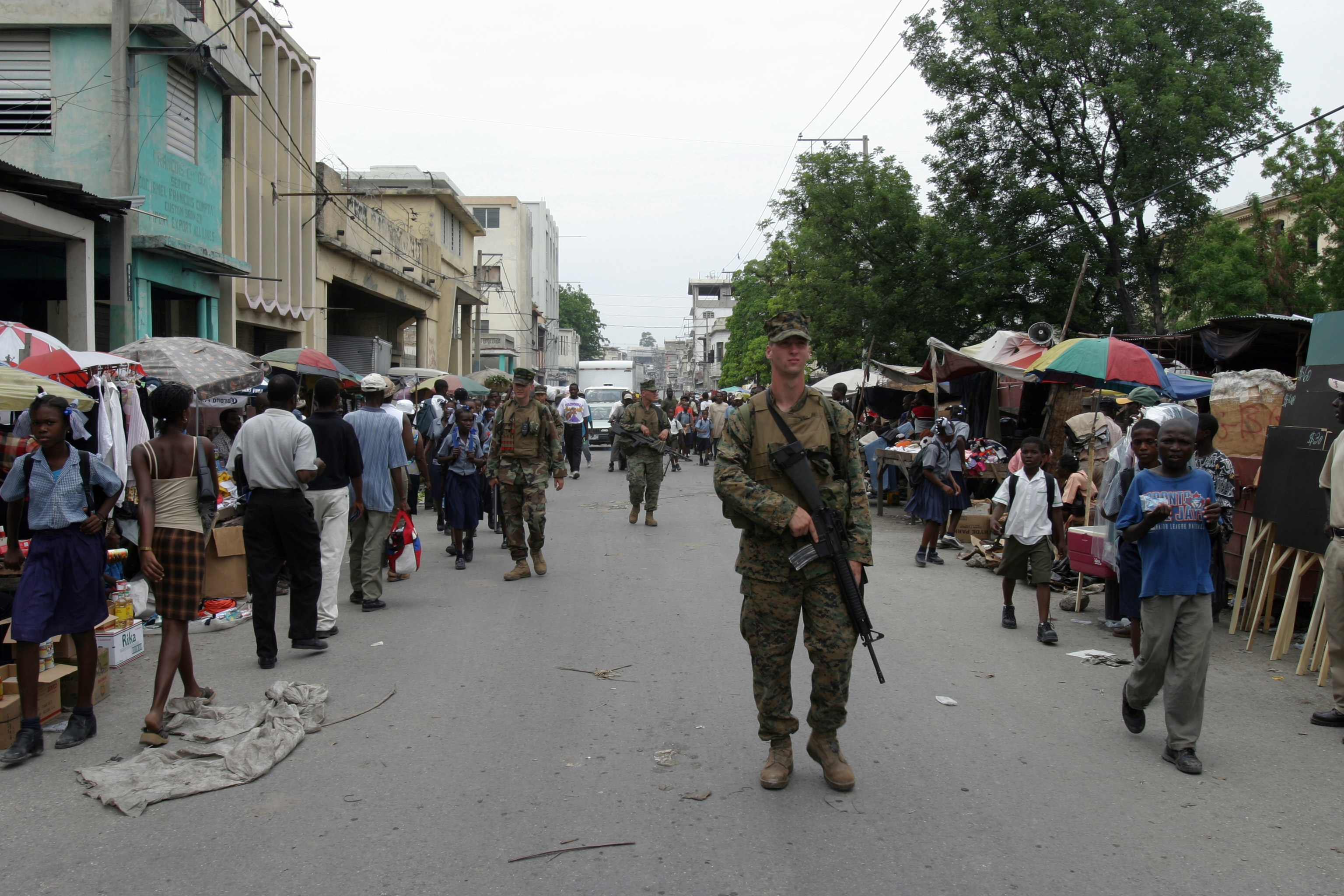
US Marines patrouillant à Bel Air en avril 2004.

L'opération Secure Tomorrow (« Sécuriser demain » en anglais) est une opération qui s'est déroulée de février à juillet 2004 en Haïti. Une force multinationale composée des États-Unis, du Chili, du Canada et de la France a été déployée conformément à la résolution 1529 du Conseil de sécurité des Nations unies. La force était dirigée par le brigadier général des Marines Ronald S. Coleman et le colonel David H. Berger du 3e bataillon du 8e régiment de Marines. Le général Berger est devenu plus tard commandant du Corps des Marines.